# Hoplolabis (Eurasicesa) idiophallus
Hoplolabis (Eurasicesa) idiophallus is een tweevleugelige uit de familie steltmuggen (Limoniidae). De soort komt voor in het Palearctisch gebied.